# Баров, Цветко
Цветко Деянов Баров (8 октября 1914, Панагюриште, Третье Болгарское царство — 19 января 1993, Болгария) — болгарский военно-политический деятель, член БКП, участник движения сопротивления во время Второй Мировой войны, партизан, генерал-майор (1964). Герой Социалистического Труда (НРБ) (1984).

## Биография
С юности занимался революционной деятельностью. Член РМС с 1934 г. и БКП с 1936 г. В 1941 году стал секретарем комитета БКП своего родного города. С 1942 года партизанил, разыскивался полицией. Певдоним «Экономист». В мае 1943 года стал политкомиссаром партизанского отряда «Георгий Бенковский», а в июне 1944 года — командиром партизанской бригады «Георгий Бенковский» 3-й Пазарджикской повстанческой оперативной зоны в составе Народно-освободительной повстанческой армии Болгарии.
С 1946 года — начальник милиции в Панагюриште. С сентября 1949 по июнь 1950 года работал в райкоме БКП в Панагюриште. С 1950 по 1951 год учился в Высшей партийной школе. После 1952 года начал работать в МВД. С 1964 года — генерал-майор.
Был заместителем начальника IV отдела (экономического управления) госбезопасности Болгарии. Уволен в отставку в 1983 году.